# Tramwaje w Kamieńskiem
Tramwaje w Kamieńskiem – system komunikacji tramwajowej działający w ukraińskim mieście Kamieńskie.

## Historia
Tramwaje w Kamieńskiem uruchomiono w 1935. W ciągu kolejnych lat sieć tramwajową rozbudowywano. W latach 90. zlikwidowano linie 5, 6, 7, 8 i 9.
2 lipca 1996 roku w mieście noszącym wówczas nazwę Dnieprodzierżyńsk miała miejsce katastrofa tramwajowa, w wyniku której śmierć poniosły 34 osoby.

## Linie
| Linia | Trasa |
| ----- | --- |
|       | DMK ↔ Wułycia Pokrowśka prosp. Swobody – prosp. Tarasa Szewczenka – płoszcza Wyzwołyteliw – prosp. Wasyla Stusa – wuł. Henerała Hłaholewa                                                                          |
|       | DMK ↔ Wułycia Dunajśka prosp. Swobody – prosp. Juwiłejnyj – wuł. Siczesławśkyj szlach – prosp. Konstytuciji – wuł. Tulśka – wuł. Podilśka – wuł. Wołźka – wuł. Łewanewśkoho                                        |
|       | DMK ↔ Karnauchiwka prosp. Swobody – prosp. Anoszkina |
|       | DHKZ ↔ Wułycia Odeśka wuł. Szyroka – wuł. Sadowa – prosp. Swobody – prosp. Tarasa Szewczenka – wuł. Moskworećka – wuł. Sportywna (zworotno) – wuł. Wasyliewśka – wuł. Makijiwśka – wuł. Kryworiźka – wuł. Wyborźka |

## Tabor
Tabor eksploatowany liniowo według stanu z 28 grudnia 2019 r.:
| Zdjęcie        | Typ            | Eksploatacja od | Liczba |
| -------------- | -------------- | --------------- | ------ |
|                | Tatra T3       | 2016            | 1      |
|                | Tatra T3SU     | 1972            | 6      |
|                | Tatra T3SUCS   | 2016            | 5      |
|                | Tatra-Jug T3M  | 1994            | 4      |
|                | Tatra-Jug K-1  | 2013            | 1      |
|                | KTM-5A         | 1989            | 2      |
|                | KTM-8KM        | 1996            | 6      |
| Łączna liczba: | Łączna liczba: | Łączna liczba:  | 25     |